# Jeskyně Staré časy

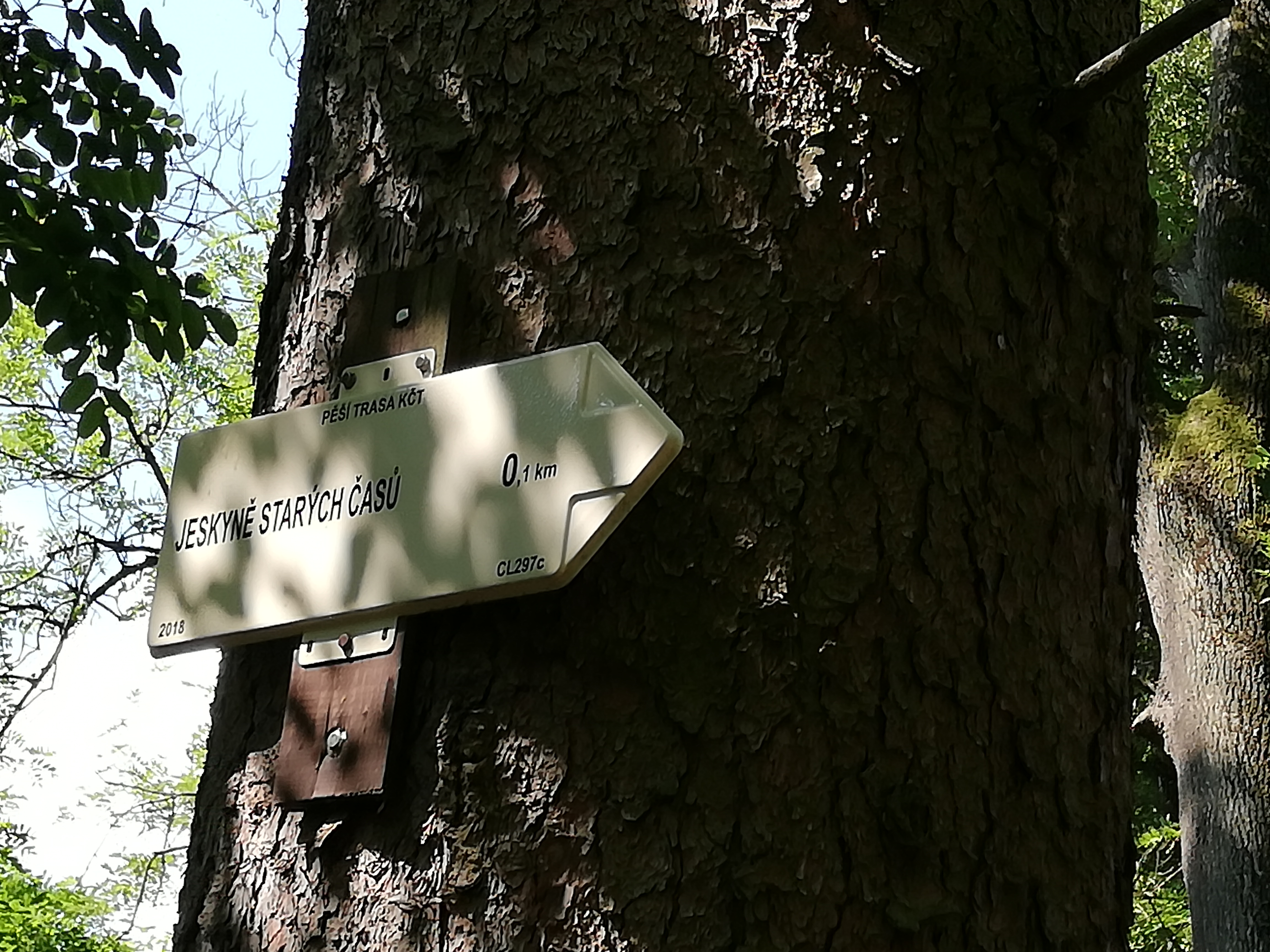
Turistický ukazatel na odbočku k jeskyni Starých časů (léto 2020)

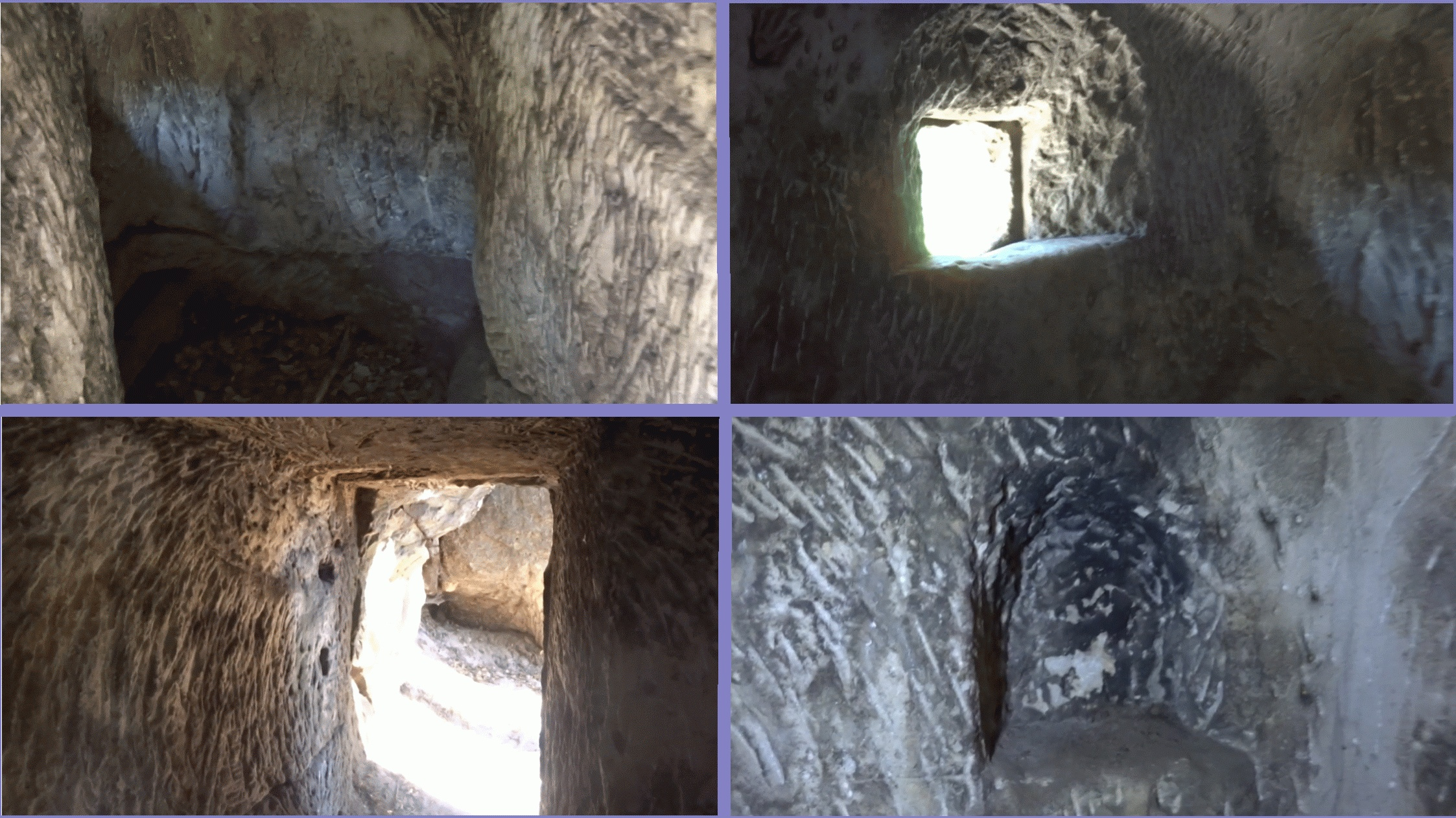
Vnitřek jeskyně Staré časy (léto 2020)

Jeskyně Staré časy (někdy označovaná též jako Jeskyně Starých časů) se nachází v okrese Česká Lípa v Libereckém kraji v nadmořské výšce asi 393 m. Jde o malý „skalní byt“ vytesaný do paty skály poblíž cesty Bukovým údolím. Ve skutečnosti jde ale o skalní "posed", tedy místo, kde lovci čekali na zvěř.[zdroj?] Skála, kde se jeskyňka nalézá, patří do soustavy Svojkovských skal, které jsou součástí Cvikovské pahorkatiny, náležející do Ralské pahorkatiny. Jméno dal jeskyni regionální amatérský vlastivědec Petr Randus.[zdroj?]

## Dostupnost
Nejbližším výchozím místem je obec Svojkov, která dala název i přibližně 4 km dlouhému pěšímu turistickému Svojkovskému okruhu, který vede pískovcovými skalami a kromě jeskyně Staré časy se na cestě okruhem nachází mnoho skalních útvarů, skalních věží (např. Vyhlídková věž, Buková věž) ale i skalních oken (např. skalní okna Kolonáda). Okruh začíná v obci Svojkov, pokračuje přes odbočku (300 m dlouhou) k vyhlídce Dědovy kameny kolem jeskyně Poustevna, přes vyhlídku Tisový vrch a dále pak vede lesním hřebenem (přes sedlo pod Slavíčkem) až k vrcholu čedičové skály Slavíček (538 m n. m.), aby cesta posléze minula chráněný strom Douglasku tisolistou, sestoupila konečně do Bukového údolí a vrátila se (kolem odbočky k jeskyni Staré časy) zpět do Svojkova.
Jeskyně Staré časy je dostupná z obce Svojkov i opačným směrem pěšího postupu okruhem a v tomto případě je od svojkovského pomníku padlých v 1. světové válce v obci vzdálena asi 300 metrů chůze (zhruba severozápadním směrem) po Svojkovském okruhu.